# Oettinger Brauerei
Oettinger Brauerei es una empresa cervezera alemana con sede en la localidad de Oettingen in Bayern, en Baviera. Es una de las marcas de cerveza más consumidas del país, con una producción anual de aproximadamente 5,39 millones de hectolitros.

## Historia
Tiene su origen en la casa de cerveza del príncipe en Oettingen (Fürstliche Brauhaus zu Oettingen), fundada en 1731. En 1956 fue comprada por la familia Kollmar y renombrada como "Oettinger Brauerei GmbH".

## Cervezas
- Öttinger Pils
- Öttinger Export
- Öttinger Helles
- Öttinger Hefe-Weißbier
- Öttinger Radler
- Öttinger Kellerbier
- Öttinger Dunkles Hefeweizen
- Öttinger Leichte Weiße
- Öttinger Leicht
- Öttinger Natur Radler
- Öttinger Bier & Cola
- Öttinger Alkoholfrei (sin alcohol)
- Öttinger Radler Alkoholfrei (sin alcohol)
- Öttinger Weißbier Alkoholfrei (sin alcohol)
- Öttinger Malz